# Liviu Dragnea
Liviu Nicolae Dragnea (Gratia, 28 oktober 1962) is een Roemeense ingenieur en politicus. Hij was partijleider van de Sociaal Democratische Partij (PSD) van 2015 tot mei 2019 en een voormalig lid van de Democratische Partij (PD), hij was Minister van Binnenlandse Zaken en Overheidsdiensten in het kabinet van Emil Boc in januari–februari 2009.
Dragnea vertegenwoordigde het district Teleorman in de Kamer van Afgevaardigden sinds december 2012, toen werd hij ook vicepremier en Minister van Overheidsdiensten en Regionale Ontwikkeling. Hij nam ontslag van het kabinet in mei 2015, na een veroordeling in een geval van verkiezingsfraude, waarvoor hij twee jaar voorwaardelijke gevangenisstraf kreeg in april 2016. Na de parlementaire verkiezingen van december 2016 werd hij eveneens voorzitter van de Kamer van Afgevaardigden. In 2018 kreeg hij 3,5 jaar onvoorwaardelijke gevangenisstraf opgelegd wegens machtsmisbruik. In mei 2019 werd hij hiervoor definitief veroordeeld en direct gevangengezet.

## Biografie

### Lokale politiek
Dragnea werd geboren in Gratia en studeerde aan de Unirea Mathematics-Physics Hogeschool in Turnu Măgurele in 1981. Hierna studeerde hij af aan het Polytechnisch Instituut van Boekarest aan de faculteit Transport in 1987. Daarna werkte hij als autotechnicus in Craiova tot 1990 waarna hij bedrijfsleider werd van verschillende ondernemingen.
Hij werd politiek actief binnen de Democratische Partij. In 1995 werd hij vicevoorzitter van de lokale PD-afdeling van Turnu Măgurele en van het district Teleorman. Ook leidde hij de verkiezingscampagne namens de PD in dit district. In 1996 werd hij verkozen tot gemeenteraadslid in Turnu Măgurele. Tevens werd hij in datzelfde jaar verkozen tot prefect van het district, dat hij zou blijven tot 2000.
In 2000 verliet hij de partij en sloot hij zich aan bij de Sociaal Democratische Partij (PSD). Deze partij won in dat jaar de verkiezingen en Dragnea werd verkozen tot voorzitter van de raad van het district Teleorman. Hij zou in drie opeenvolgende verkiezingen herkozen worden (2004, 2008 en 2012).
Hij is lid van het PSD's Permanent Nationaal Bureau en van de Afdeling Teleorman District. In 2006 werd hij verkozen tot vicepresident voor staatshervormingen en decentralisatie. Hij nam ontslag na het eerste mislukte afzettingsreferendum van president Traian Băsescu. In 2007 leidde hij de PSD-campagne voor de Europese verkiezingen, de eerste die Roemenië meemaakte. Na de landelijke verkiezingen van 2008, die hij voor de PSD mede-coördineerde, werd hij aangewezen als contactpersoon tussen de PSD-ministers in het kabinet-Boc en de partijleiding.

### Als minister
In januari 2009, na het opstappen van Gabriel Oprea, werd Dragnea Minister van Binnenlandse Zaken en Overheidsdiensten. Twaalf dagen later nam hij ontslag omdat hij vond dat hij niet genoeg steun kreeg voor zijn plannen. Hij bleef aan als president van het district Teleorman en bleef kritisch ten opzichte van de PSD-PDL-alliantie (waar hij al vanaf het begin op tegen was). Zo refereerde hij aan Minister van Transport Radu Berceanu als 'een sukkel' en premier Boc karakteriseerde hij als een 'snotneus'. In juli van hetzelfde jaar werd hij aangesteld als secretaris-generaal van de partij.
In 2012 won hij een zetel in het nationale parlement namens het PSD-district Teleorman. Hij gaf een maand later zijn zetel in de districtsraad op alsmede zijn positie als voorzitter van die raad.
Hij werd Minister van Overheidsdiensten en Regionale Ontwikkeling in het kabinet-Ponta en een van de drie vicepremiers. In 2013 verruilde hij zijn positie als secretaris-generaal voor de positie van president van het dagelijks bestuur van de PSD. De positie van vicepremier verloor hij weer in 2014 nadat het kabinet opnieuw werd samengesteld (kabinet-Ponta 2). In 2015 stapte hij op, nadat hij was veroordeeld tot één jaar voorwaardelijk voor zijn aandeel in de stembusfraude bij het tweede (eveneens mislukte) afzettingsreferendum tegen Băsescu in 2012. In het hoger beroep in 2016 verhoogde de Hoge Raad de straf met nog eens een jaar voorwaardelijk.

### Partijleider en kamervoorzitter
Nadat Ponta in 2015 opstapte als partijvoorzitter vanwege beschuldigingen van fraude, nam Liviu Dragnea als interim het roer als partijvoorzitter tijdelijk over. In oktober werd zijn voorzitterschap bestendigd nadat hij bij een stemming onder de leden 97% van de stemmen ontving, hij was de enige kandidaat. Bij de verkiezingen van 2016 behield hij zijn zetel in het parlement en werd hij later verkozen tot voorzitter van de Kamer van Afgevaardigden.
In 2019 moest de PSD een groot verlies incasseren bij de Europese verkiezingen in combinatie met veroordeling in de DGASPC zaak betekende dit het einde van het tijdperk-Dragnea in de PSD. Op 15 juli 2021 kwam Liviu Dragnea vervroegd vrij. Daarna kondigde hij, samen met Codrin Ștefănescu, de oprichting van een nieuwe nationalistische partij aan genaamd Alliantie voor het Vaderland (APP). In mei 2022 kondigde de APP en de PNT-CD een samenwerking aan in aanloop naar de verkiezingen van 2024.